# 斯普林沃特鎮區 (明尼蘇達州羅克縣)
斯普林沃特鎮區（英語：Springwater Township）是位於美國明尼蘇達州羅克縣的一個行政鎮區。

## 地方資料
斯普林沃特鎮區的面積為125.91平方千米，皆為陸地。根據2020年美國人口普查的數據，當地共有人口267人，而人口密度為每平方千米2.12人。